# Fosse Dechy
La fosse Dechy de la Compagnie des mines d'Aniche est un ancien charbonnage du Bassin minier du Nord-Pas-de-Calais, situé à Dechy. le puits est commencé en 1859 ou 1860 à quelques kilomètres des fosses Gayant et Notre Dame. L'extraction commence en 1862 ou 1863. En 1898, le puits Dechy no 2 est commencé et extrait à partir de 1901, son chevalement est métallique, alors que celui du premier puits est en bois. Les installations sont détruites pendant la Première Guerre mondiale, lors de la reconstruction, le puits no 1 est doté d'un chevalement en béton armé, alors que celui du no 2 reste métallique.
La Compagnie des mines d'Aniche est nationalisée en 1946, et intègre le Groupe de Douai. Le puits no 2 est ravalé à 650 mètres en 1950, et à 777 mètres seize ans plus tard. La fosse Dechy est concentrée sur la fosse Gayant en 1956, et cesse d'extraire, elle assure alors le service et l'aérage. Le puits Dechy no 2 est doté en 1970 d'un chevalement à molettes superposées, à l'instar des puits Notre Dame no 2 et Gayant no 2. La fosse ferme le 31 mars 1978, et sert encore quelques mois à la récupération du matériel du fond, avant que les puits ne soient remblayés. Les chevalements sont détruits en 1979 et 1980.
Au début du XXIe siècle, Charbonnages de France matérialise les têtes des puits Dechy nos 1 et 2. Il ne reste de la fosse qu'une partie des murs d'enceinte, ainsi que son entrée. Une partie des cités a été rénovée. Les terrils nos 133 et 242 ont quant à eux quasiment disparu intégralement du paysage.

## La fosse
Alors que la Compagnie des mines d'Aniche vient à peine de mettre en exploitation sa fosse Gayant, et que la fosse Notre Dame est encore en chantier, elle décide de commencer une nouvelle fosse à Dechy, à près de 2 000 mètres au sud-est de la fosse Notre Dame, et à 3 035 mètres au sud-est de la fosse Gayant. La fosse Dechy bénéficie d'une situation idéale à proximité de la ligne de Douai à Blanc-Misseron.

### Fonçage
Le puits est commencé à l'altitude de 24 mètres, en 1859 ou 1860,. Son diamètre est de quatre mètres, sa profondeur de 556 mètres. Le cuvelage est, à sa fermeture, en fonte de 2,40 à 85,49 mètres. Le terrain houiller a été atteint à 181 mètres,.

### Exploitation
L'extraction commence en 1862 ou 1863. La fosse exploite le même faisceau que les fosses Gayant et Notre Dame. Dans les années 1870, le puits est approfondi à 315 mètres. En 1876, le cuvelage en bois règne sur une hauteur de 90 mètres, il a dû être remplacé sur 18,55 mètres par de la fonte. Une traction mécanique est mise en place en 1877. En 1886, l'étage le plus bas exploité est à 311 mètres.

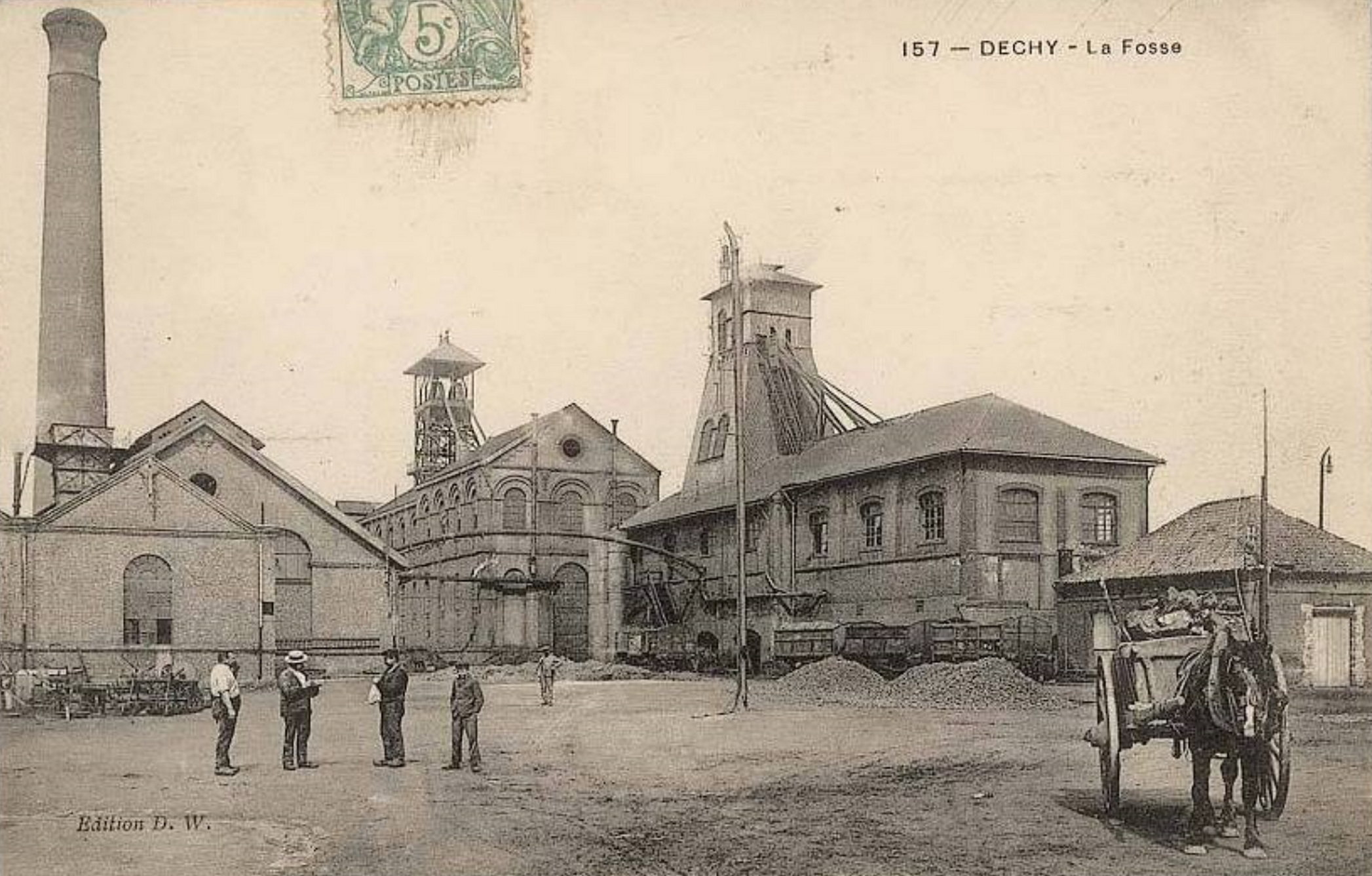
La fosse Dechy au début du XXe siècle.

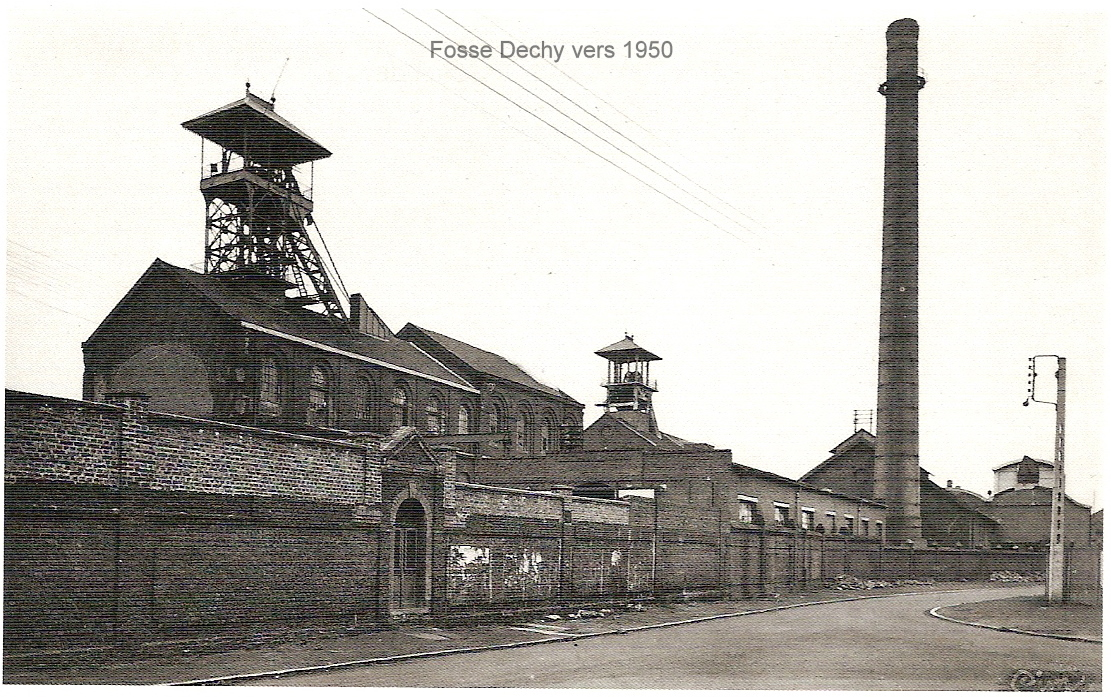
La fosse Dechy vers 1950.

Le puits Dechy no 2 est commencé en 1898, à 68 mètres à l'ouest du premier, son diamètre est de 5,10 mètres, son cuvelage est en fonte de 86 centimètres à 98,23 mètres. Le terrain houiller a été atteint à 181 mètres, comme au puits Dechy no 1. Il commence à extraire en 1901, son chevalement est métallique. La fosse est détruite pendant la Première Guerre mondiale. La fosse est reconstruite, et le puits no 1 est doté d'un chevalement en béton armé, comme les puits Sainte Marie no 1 et Saint René no 1.
La Compagnie des mines d'Aniche est nationalisée en 1946, et intègre le Groupe de Douai. Le puits no 1, alors profond de 511 mètres, assure le retour d'air, alors que le puits no 2 est entrée d'air, il est ravalé à 650 mètres en 1950. Lorsque la fosse Dechy est concentrée sur la fosse Gayant en 1956, les puits Dechy nos 1 et 2 assurent le service et l'aérage.
Le puits Dechy no 2 est approfondi à 777 mètres en 1966, et est doté quatre ans plus tard d'un chevalement à molettes superposées. Il est assez identique à ceux des puits Gayant no 2 et Notre Dame no 2, si ce n'est que la distance est plus faible entre la machine d'extraction et le puits, les jambages sont en conséquence moins éloignés dudit puits. La machine d'extraction est celle de la fosse no 8 des mines de l'Escarpelle, fermée en 1968. Elle remplace la précédente machine d'extraction qui était devenue insuffisante face à la plus grande profondeur du puits. Le puits no 1 est équipé d'un puissant ventilateur.
L'extraction cesse le 31 mars 1978, date à laquelle la concentration Gayant ferme. La fosse Dechy est encore utilisée pendant quelques mois pour remonter le matériel du fond. Les puits Dechy nos 1 et 2, respectivement profond de 556 et 819 mètres, sont remblayés en 1978. Les huit premiers accrochages sont établis à 217, 255, 311, 360, 411, 460, 511 et 550 mètres, le puits Dechy no 2, plus profond, a des étages de recette supplémentaires établis à 600, 650, 677, 727 et 777 mètres, soit treize étages. Les chevalements sont détruits en 1979 et 1980.

### Reconversion
Au début du XXIe siècle, Charbonnages de France matérialise la tête de puits. Le BRGM y effectue des inspections chaque année. Les seuls vestiges de la fosse sont son entrée, ainsi que quelques pans du mur d'enceinte.

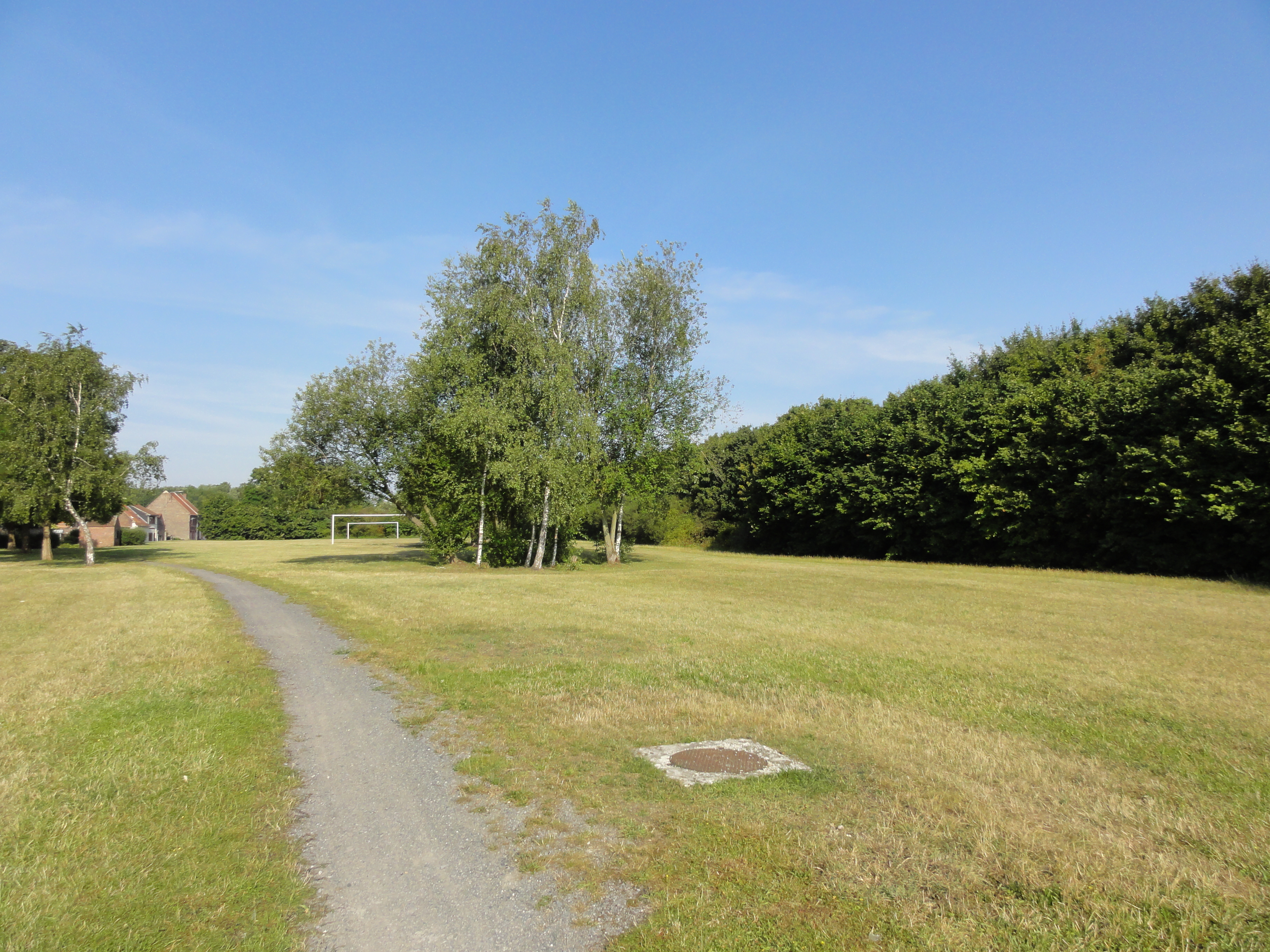
Le puits no 1 dans son environnement.
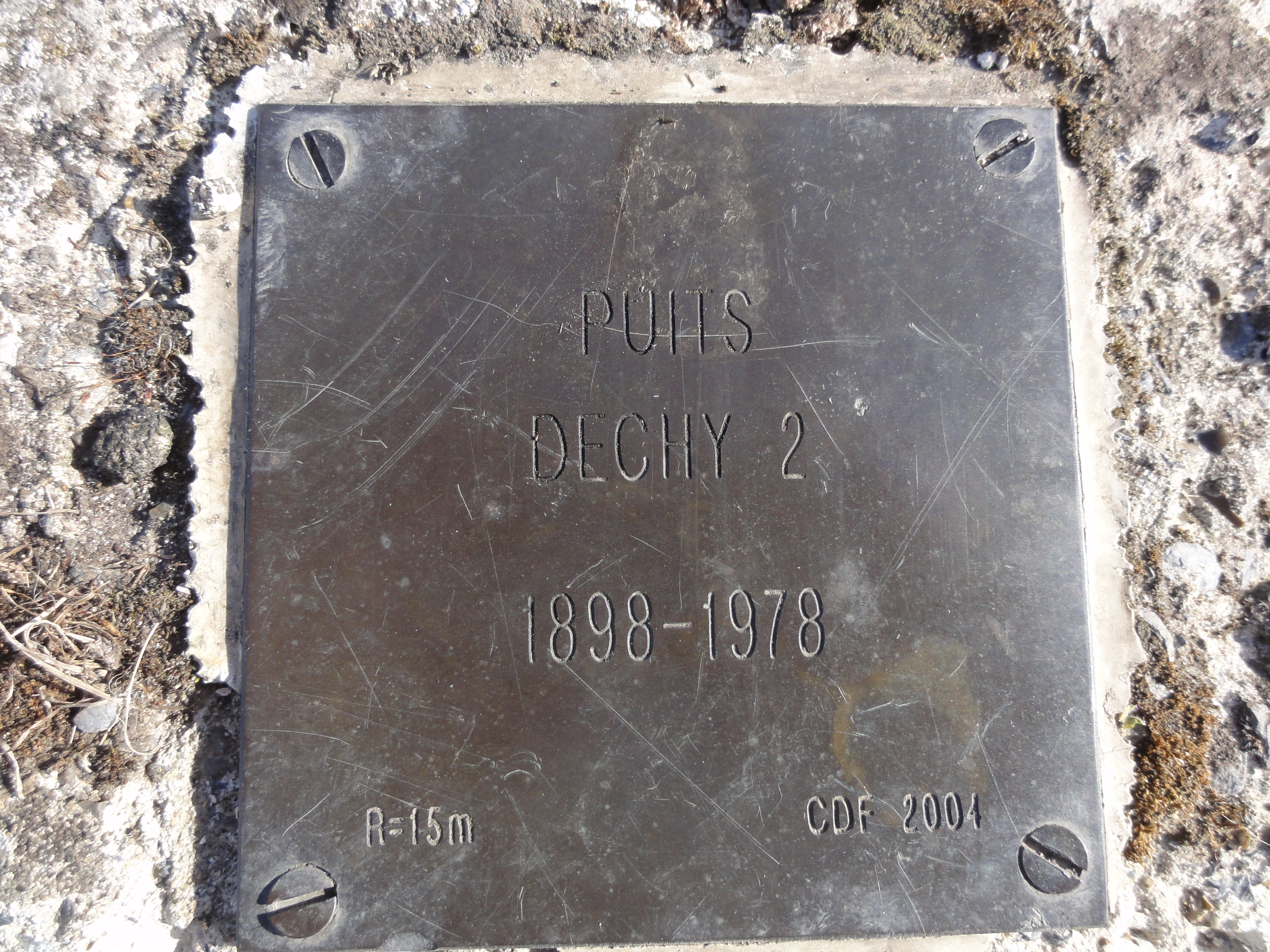
Puits no 2, 1898 - 1978.
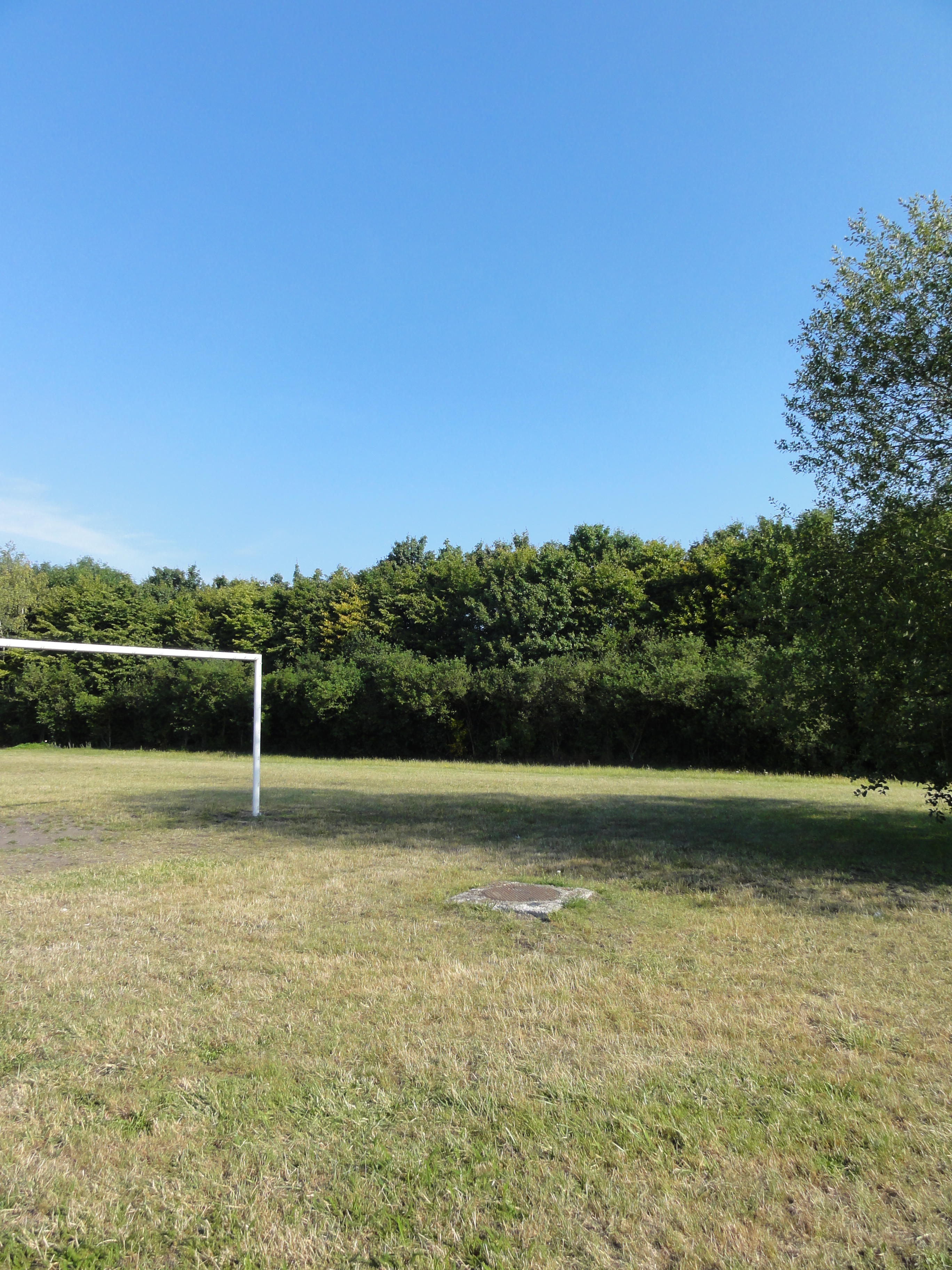
Le puits no 2 dans son environnement.
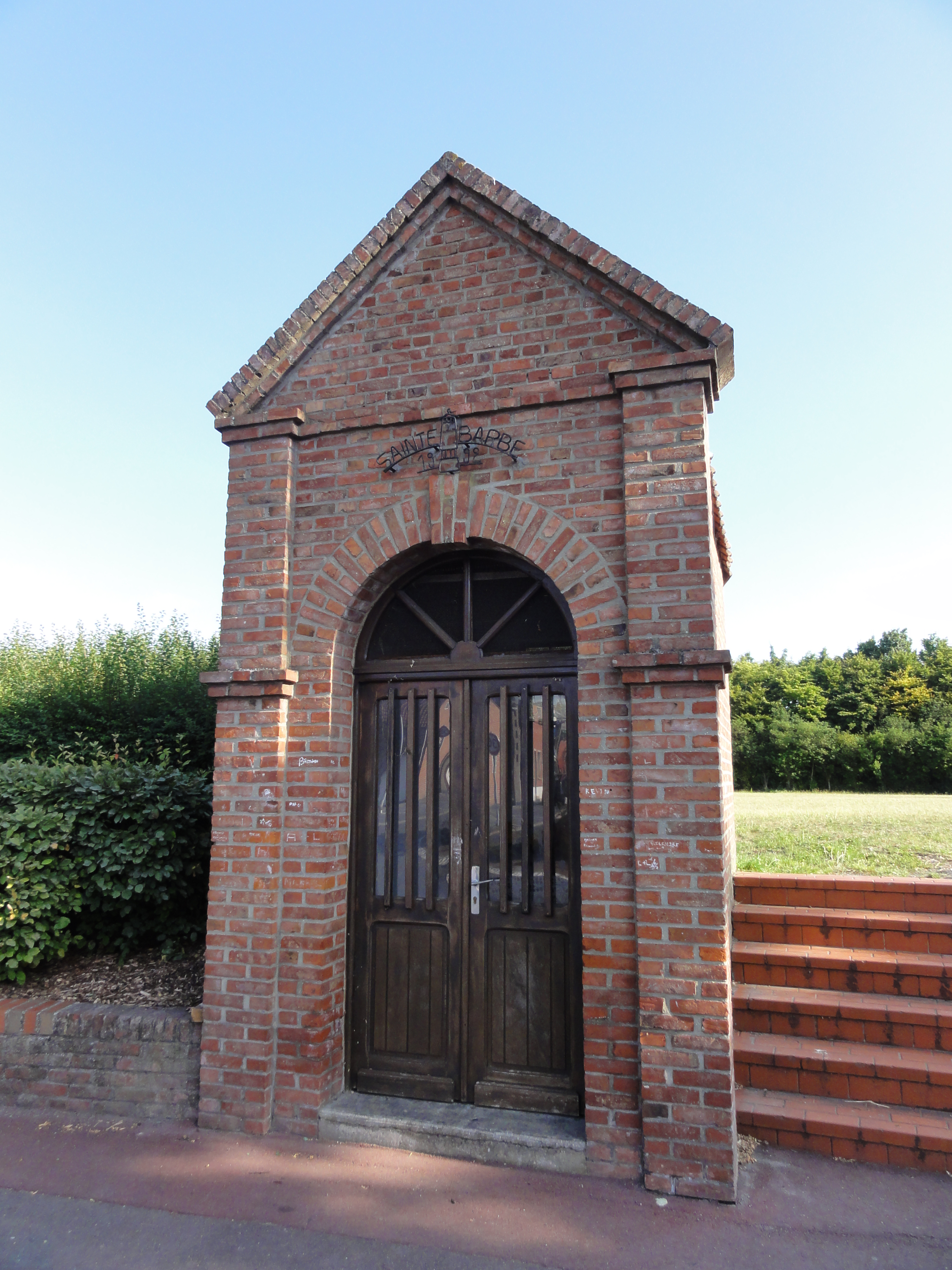
Cette chapelle Sainte-Barbe, ici reconstituée en 1992, était autrefois intégrée dans les murs d'enceinte de la fosse.
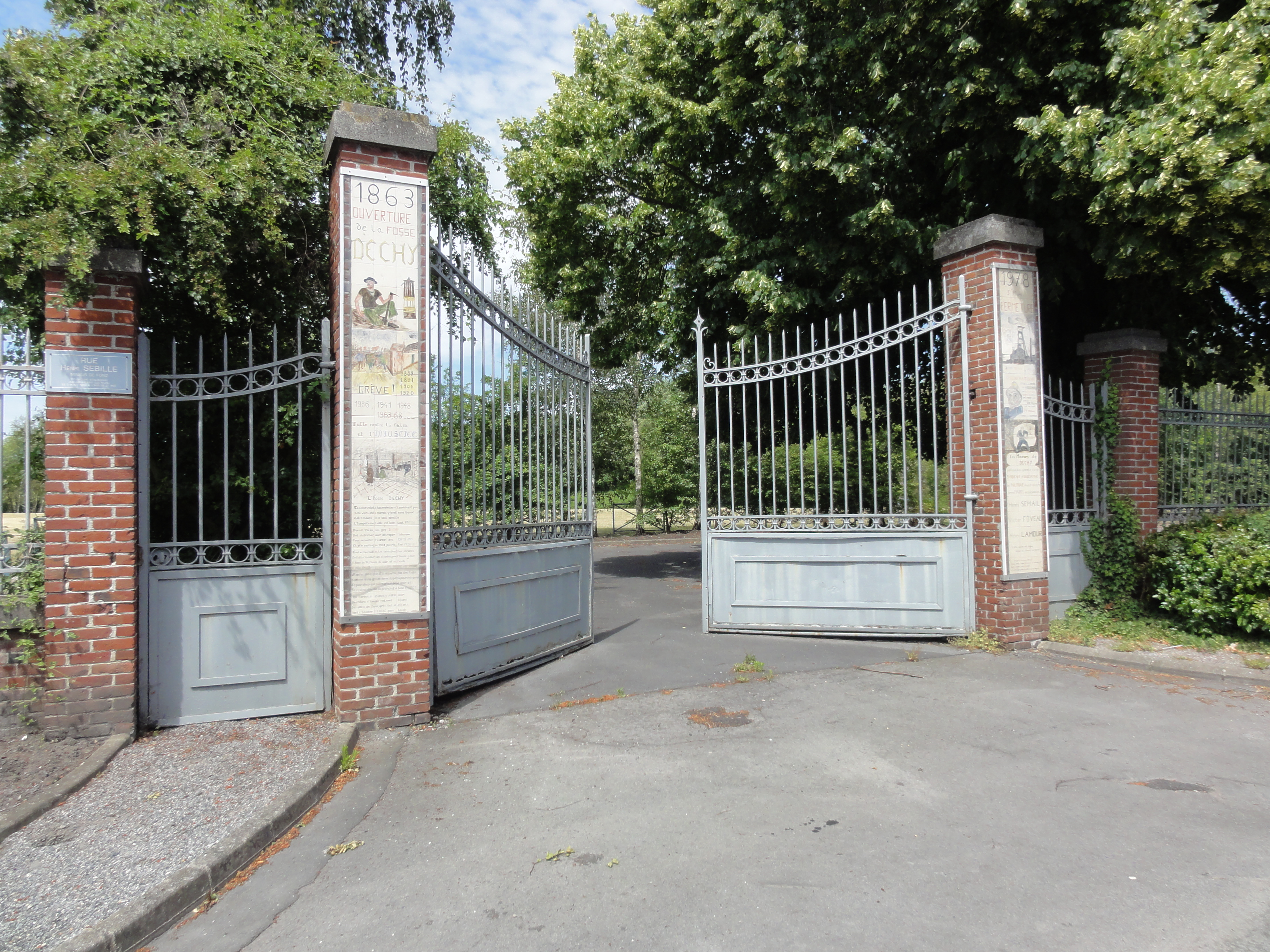
Le portail.
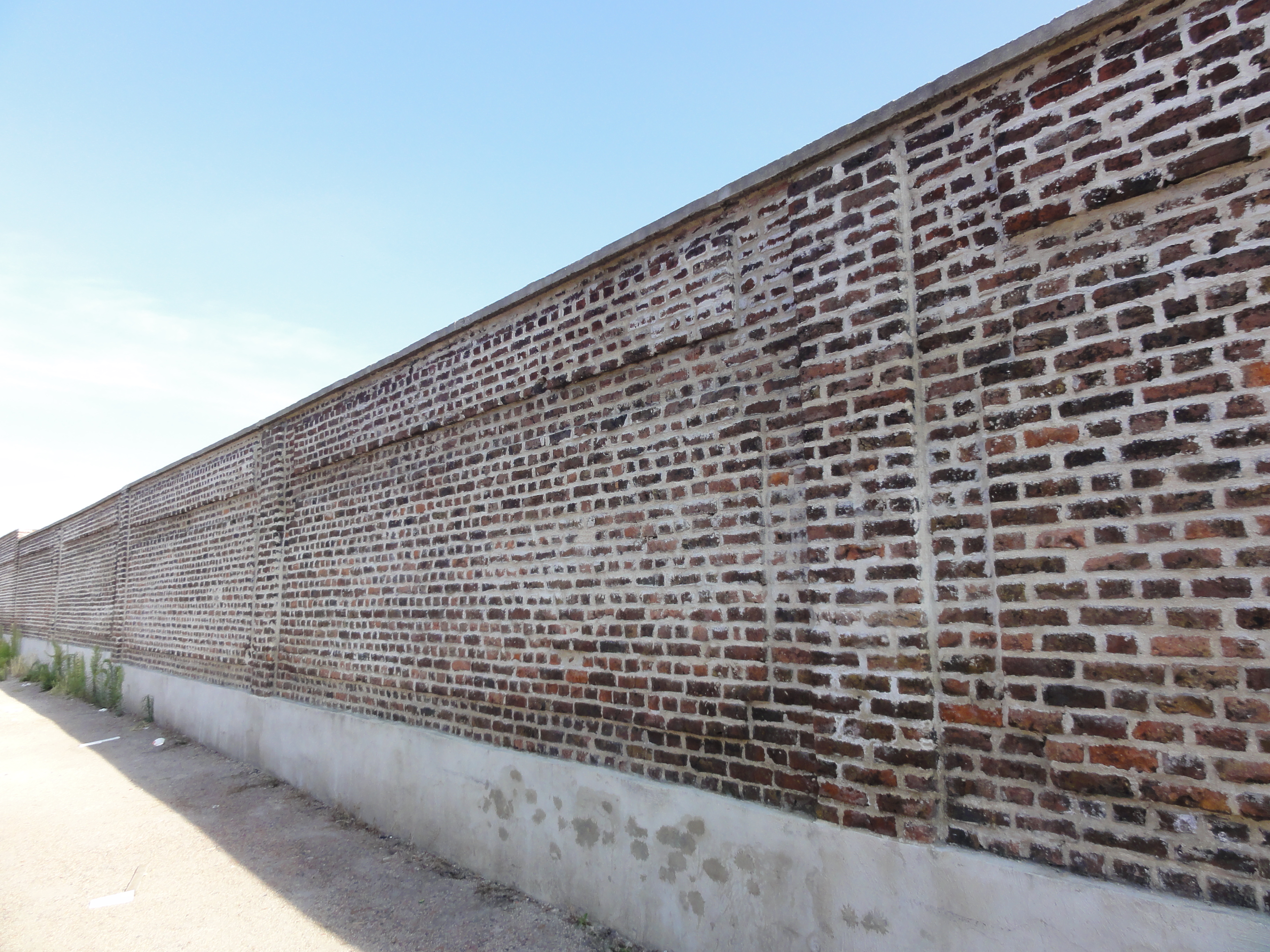
Le mur d'enceinte subsiste dans la partie sud-ouest du carreau.

## Les terrils
L'exploitation de la fosse Dechy a laissé deux terrils, dont relativement peu de traces existent encore.

### Terrilno133, Dechy
50° 21′ 30″ N, 3° 07′ 59″ E

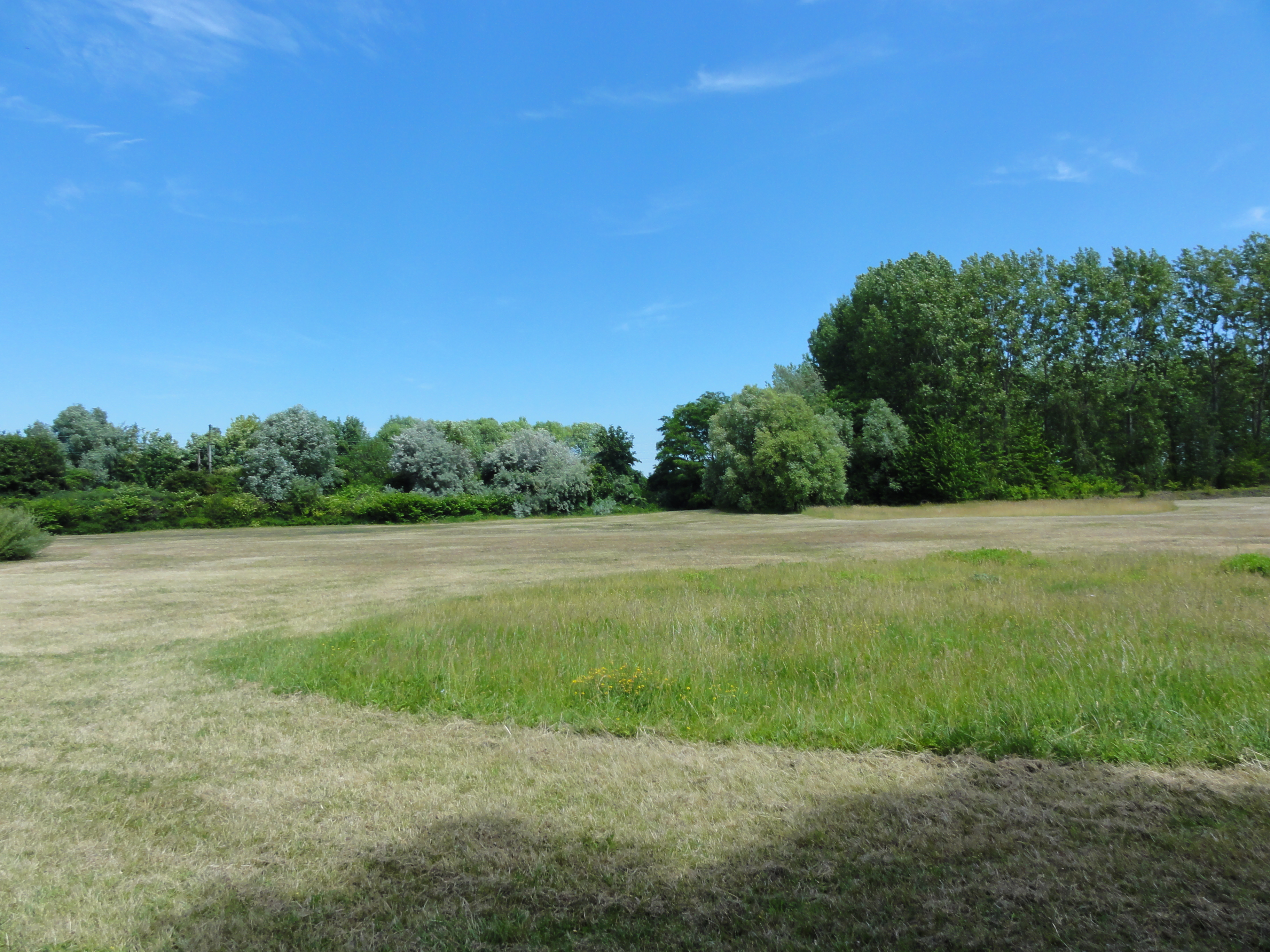
Le site du terril Dechy.

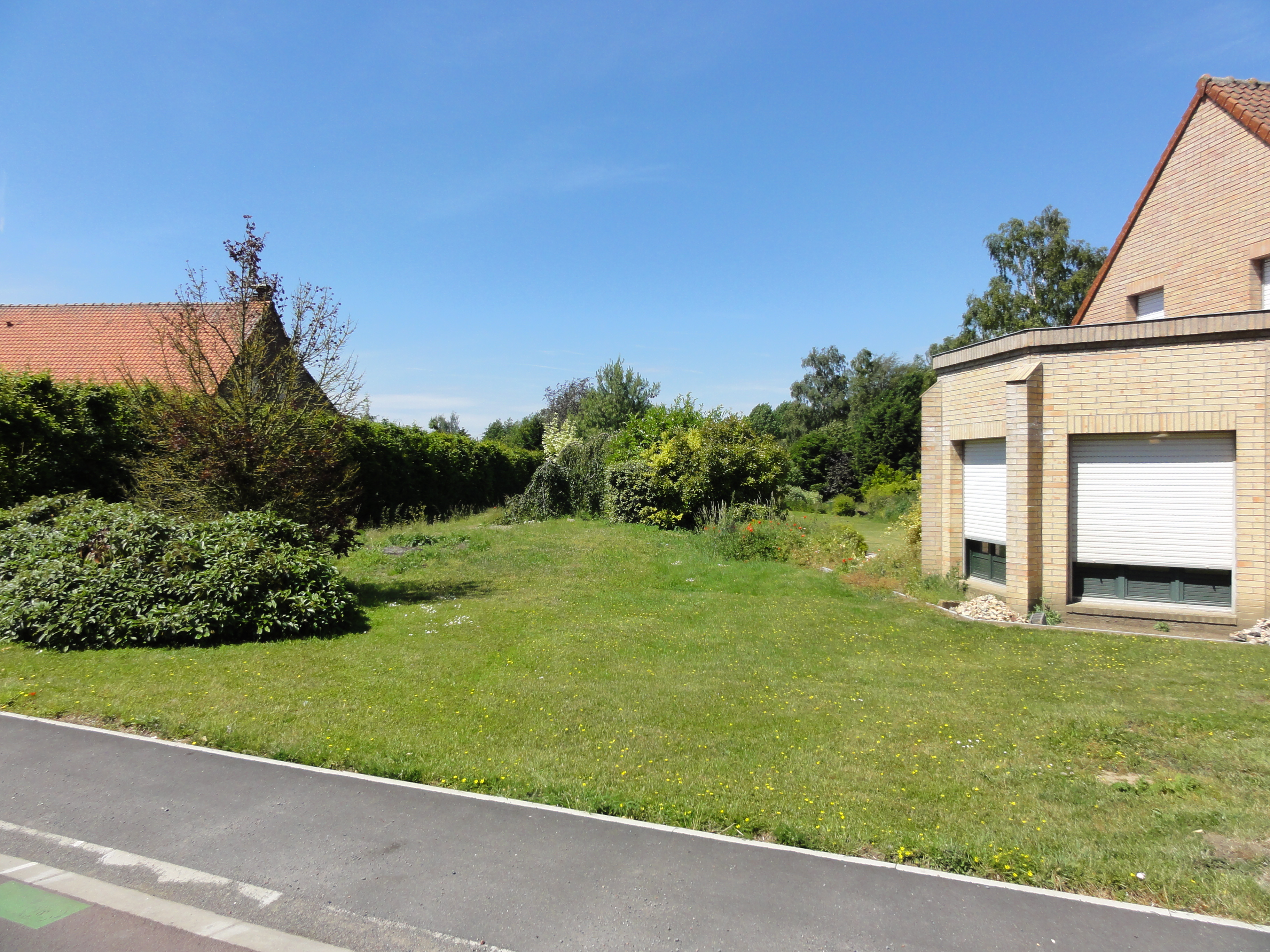
Le terril Cavalier Voie Fosse Dechy.

Le terril no 133, disparu, situé à Dechy, était le terril plat de la fosse Dechy. Il a été intégralement exploité. Sa surface est d'approximativement un hectare.

### Terrilno242, Cavalier Voie Fosse Dechy
50° 20′ 45″ N, 3° 09′ 40″ E
Le terril no 242, situé à Lewarde, Guesnain et Dechy est un terril cavalier sur lequel passait la ligne Somain - Douai (Sud), et qui reliait Lewarde à la fosse Dechy, même si son tracé subsiste, ce n'est qu'à Lewarde qu'il existe sous sa forme originelle, il est situé dans une propriété privée. Ce terril s'étendait à l'origine sur 3 500 mètres.

## Les cités
Des vastes cités ont été construites par la Compagnie pour loger les mineurs, celles-ci sont composées de différents types de logements. Après la Nationalisation, des habitations ont également été construites.

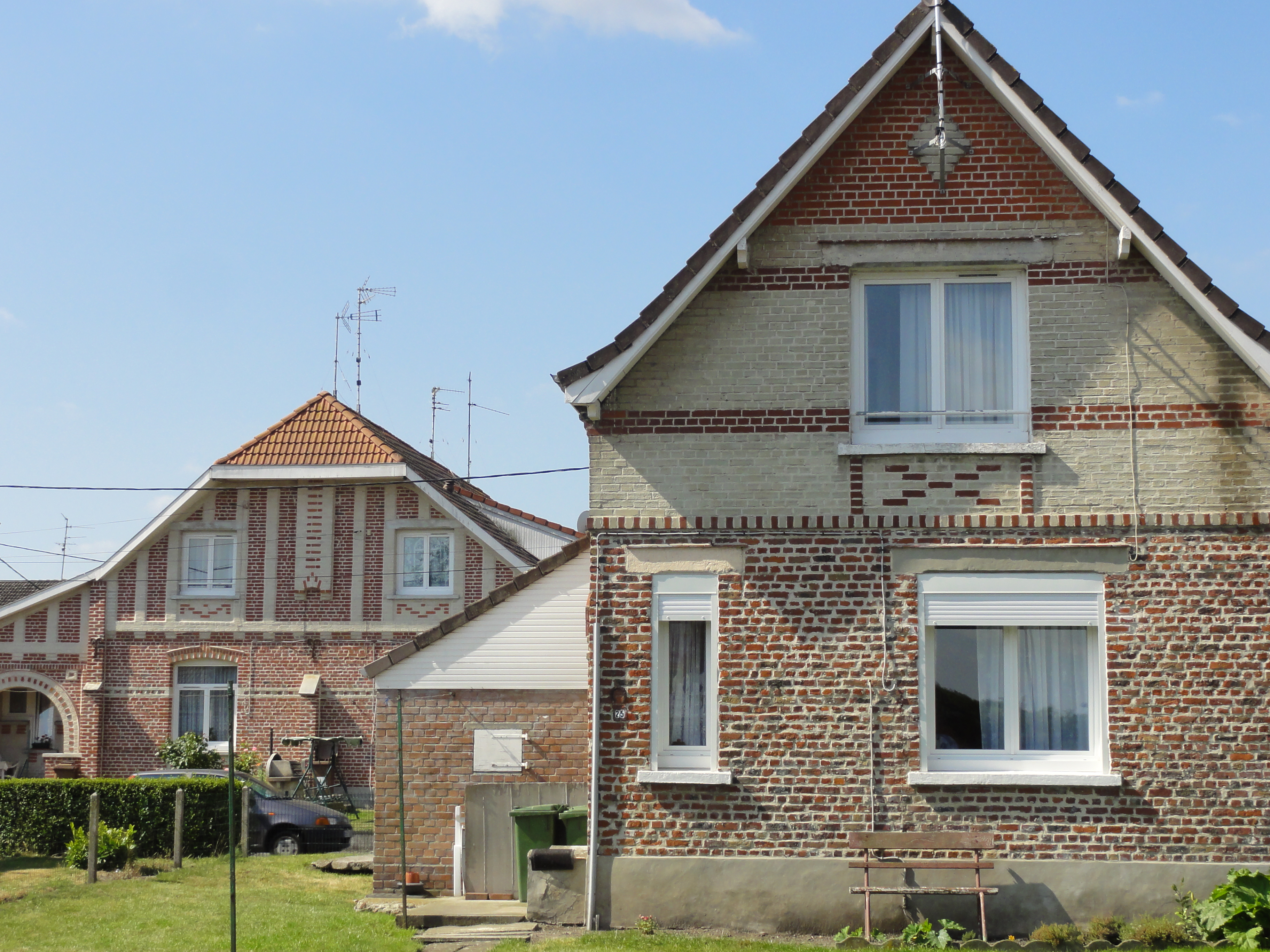
Des modèles typiques de la Compagnie d'Aniche.
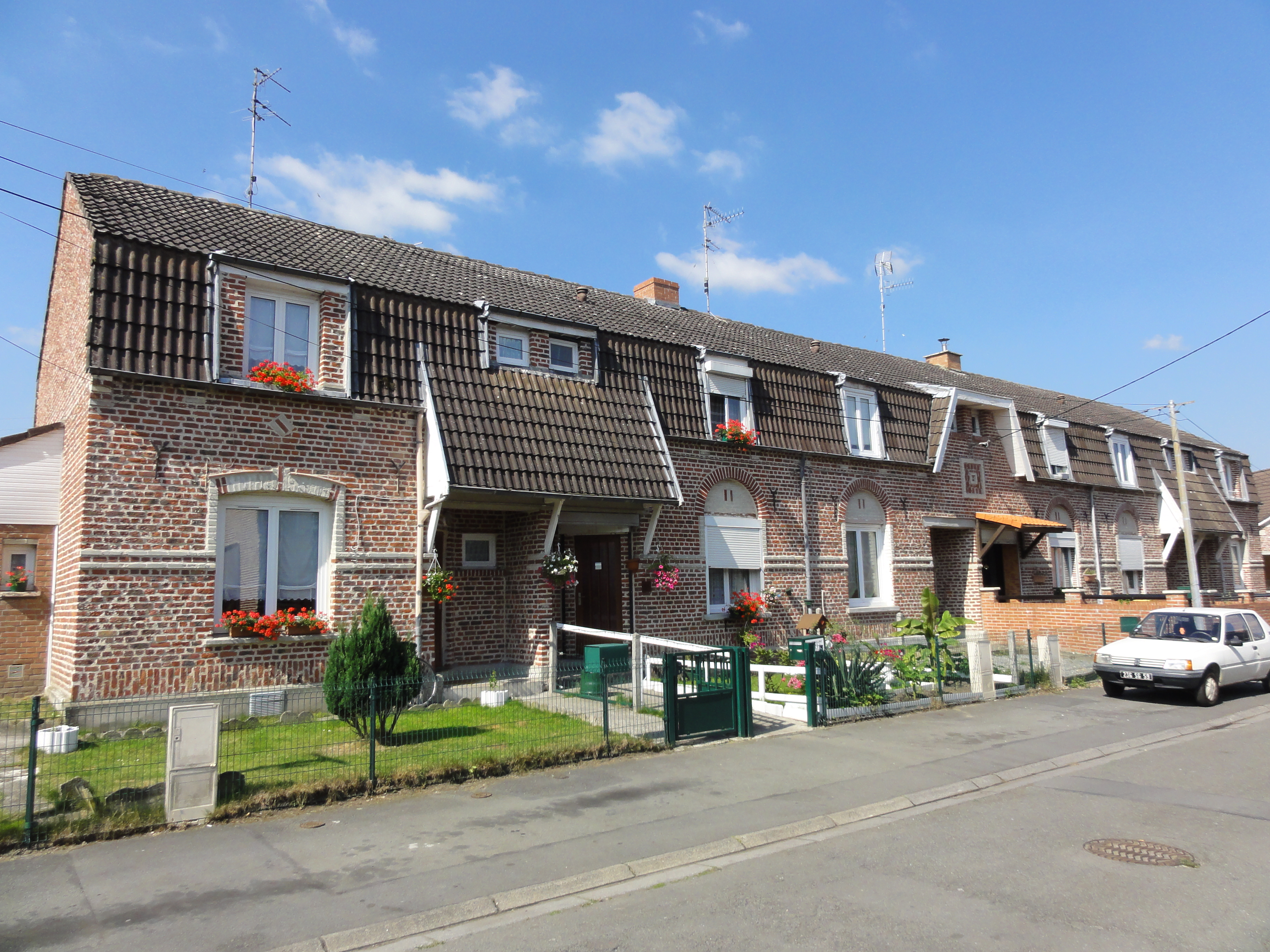
Un coron de six habitations.
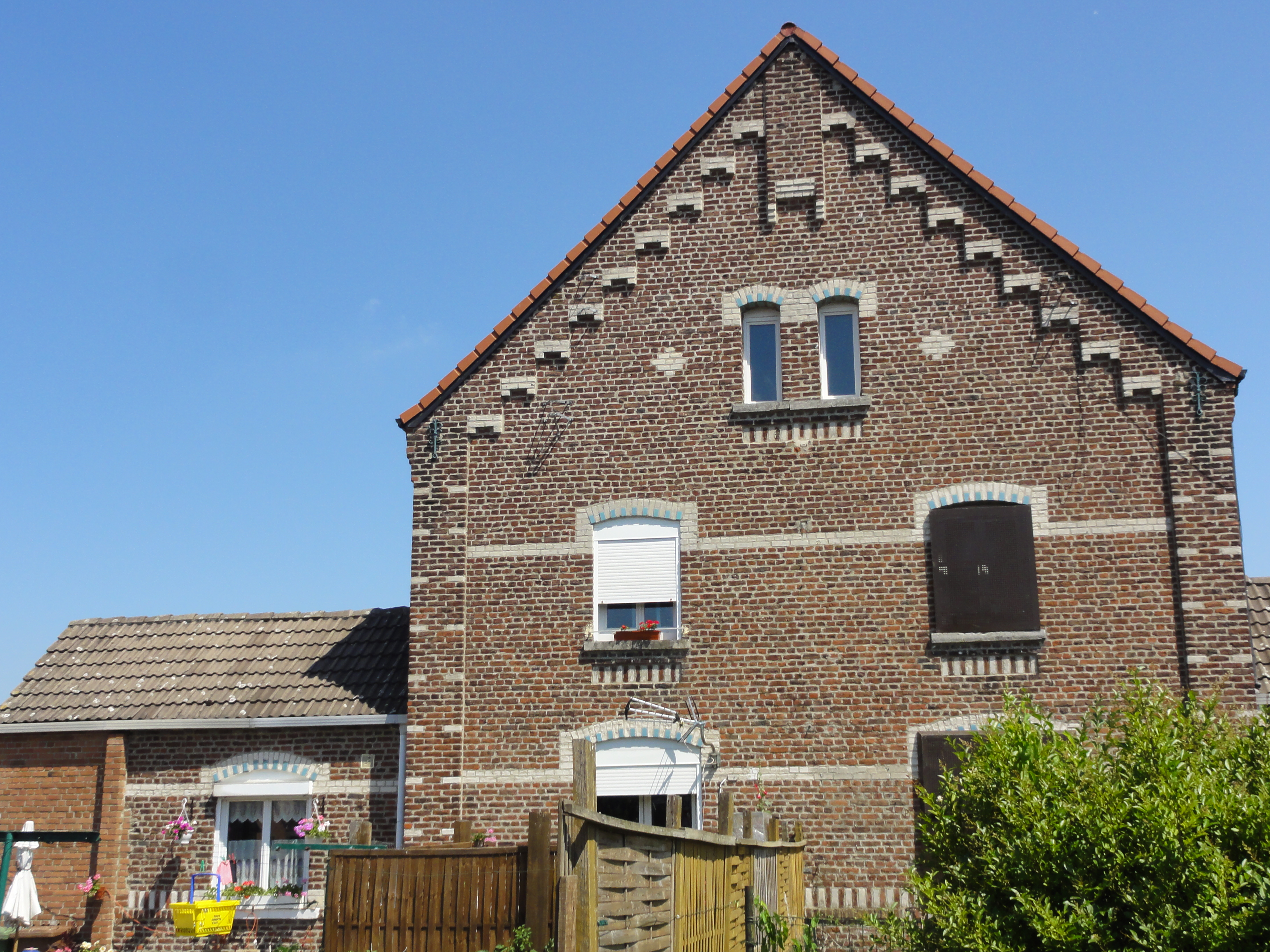
Des habitations plus spacieuses, groupées par quatre.
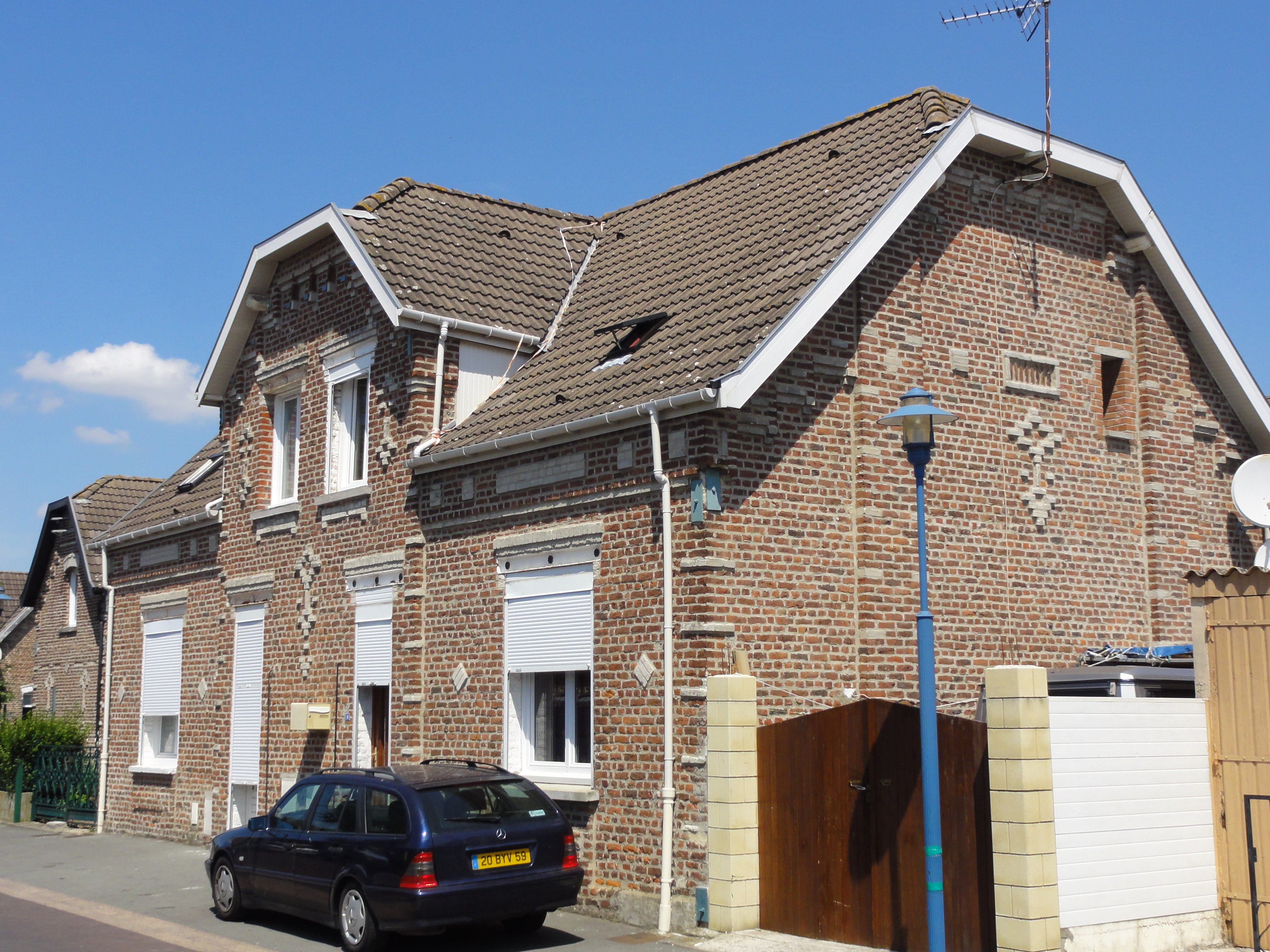
Des habitations groupées par deux.
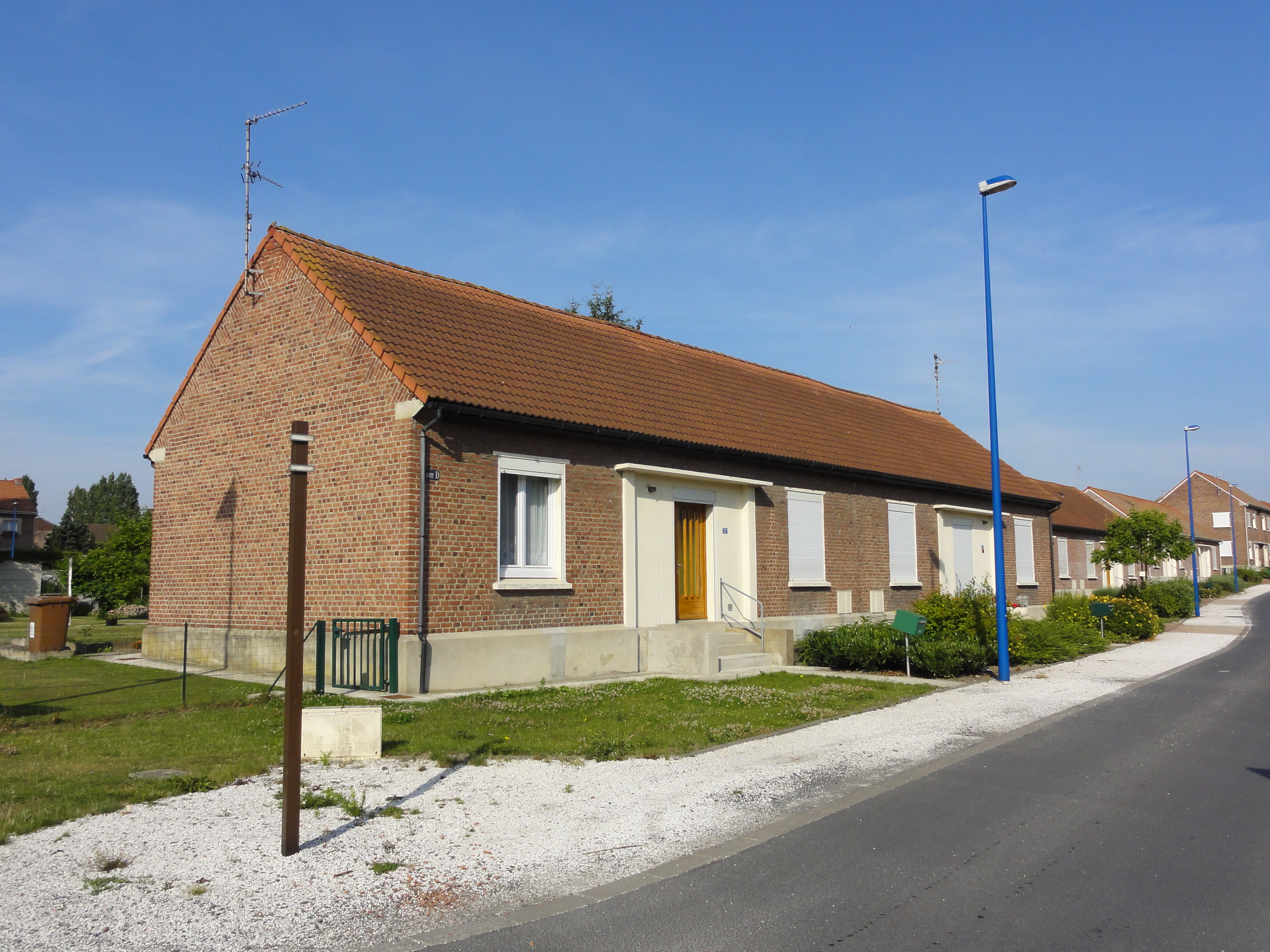
Des habitations post-Nationalisation.
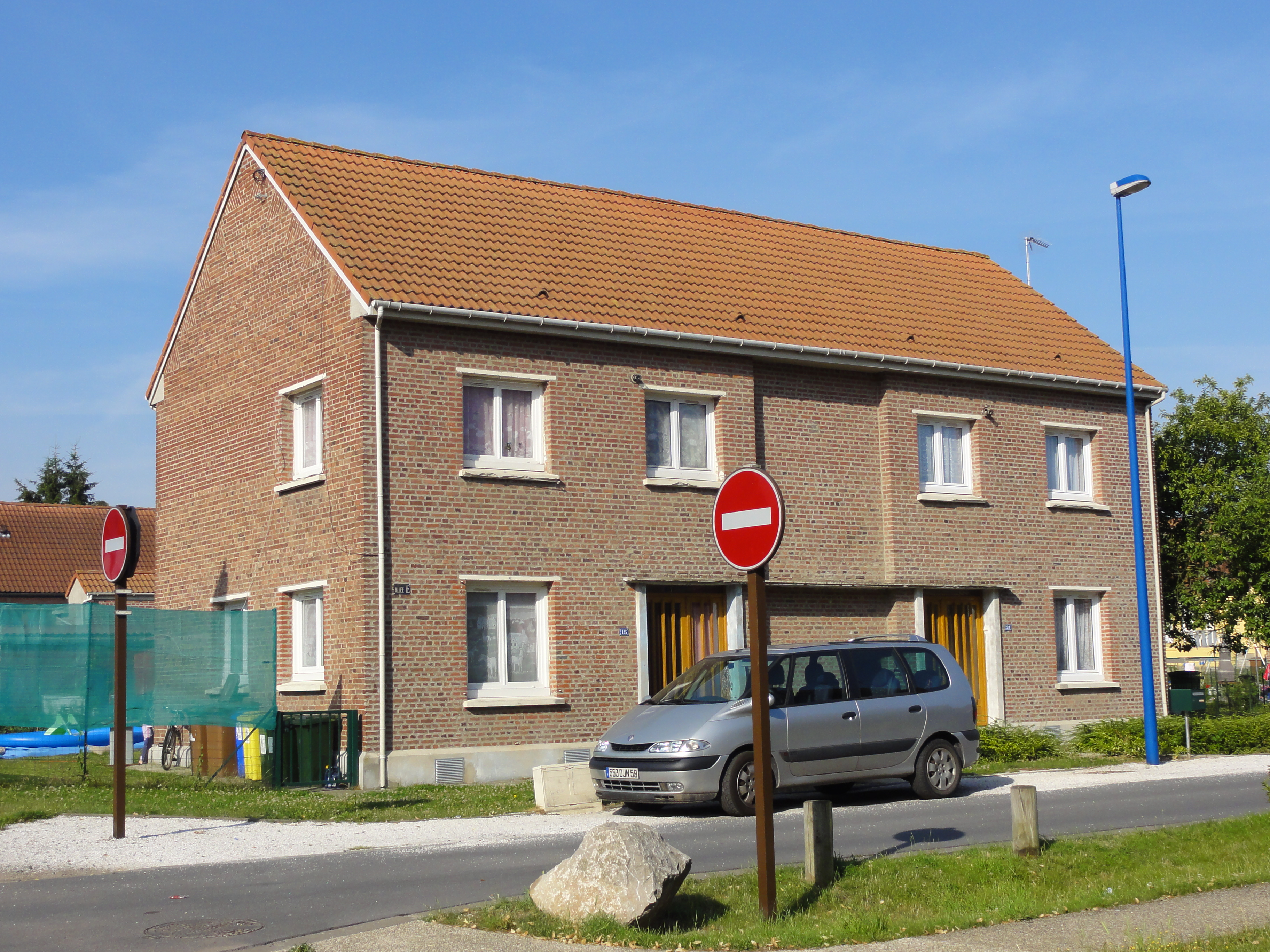
Des habitations post-Nationalisation.